# Scarborough Fair
Scarborough Fair is een Engelse ballade.
De titel refereert aan een jaarmarkt voor landbouwers en ambachtslieden te Scarborough, die al vanaf midden 13e eeuw zou dateren. De ballade is terug te traceren tot 1670, maar is mogelijk ouder en afgeleid van een Schotse ballade (The Elfin Knight, Child Ballad #2). In de loop der eeuwen is de tekst meermalen veranderd en zijn er vele versies van ontstaan.
Een jongeman vraagt iemand die de jaarmarkt gaat bezoeken, om aan zijn voormalige geliefde te vertellen dat hij nog iets voor haar voelt. Maar zij dient een aantal onmogelijke taken te vervullen, zoals het maken van een batisten hemd, dat in een droge bron gewassen moet worden. Omgekeerd is er ook het meisje dat aan de jongeman een aantal onmogelijke taken opdraagt, zoals het bewerken van een stuk grond dat zich bevindt tussen strand en zee.
Het motief van het lied is oud, en is mogelijk ontleend aan een zeer oude Schotse ballade (The Elfin Knight).
De steeds terugkerende zin: Parsley, sage, rosemary and thyme noemt een viertal kruiden waaraan een bijzondere werking werd toegekend: peterselie, dat de bitterheid van de smaak (en van de gevoelens) verdrijft; salie, dat kracht en wijsheid brengt; rozemarijn, dat symbool staat voor liefde en trouw en tijm, een symbool voor kracht en moed.

## Tekst
Jongeman
Are you going to Scarborough Fair?

Parsley, sage, rosemary, and thyme;

Remember me to the one who lives there,

For once she was a true love of mine.

Tell her to make me a cambric shirt,

Parsley, sage, rosemary, and thyme;

Without any seam or needlework,

Then she shall be a true love of mine.

Tell her to wash it in yonder well,

Parsley, sage, rosemary, and thyme;

Where never sprung water or rain ever fell,

And she shall be a true lover of mine.

Tell her to dry it on yonder thorn,

Parsley, sage, rosemary, and thyme;

Which never bore blossom since Adam was born,

Then she shall be a true lover of mine.
Meisje
Now he has asked me questions three,

Parsley, sage, rosemary, and thyme;

I hope he'll answer as many for me,

Before he shall be a true lover of mine.

Tell him to buy me an acre of land,

Parsley, sage, rosemary, and thyme;

Between the salt water and the sea sand,

Then he shall be a true lover of mine.

Tell him to plough it with a ram's horn,

Parsley, sage, rosemary, and thyme;

And sow it all over with one peppercorn,

And he shall be a true lover of mine.

Tell him to sheer't with a sickle of leather,

Parsley, sage, rosemary, and thyme;

And bind it up with a peacock's feather,

And he shall be a true lover of mine.

Tell him to thrash it on yonder wall,

Parsley, sage, rosemary, and thyme,

And never let one corn of it fall,

Then he shall be a true lover of mine.

When he has done and finished his work.

Parsley, sage, rosemary, and thyme 

Oh, tell him to come and he'll have his shirt, 

And he shall be a true lover of mine.

## Bewerkingen
Dit lied is meermalen bewerkt tot folksongs, het bekendste arrangement is van Simon & Garfunkel, waarin een tweede stem een tekst van toenemende dreiging zingt, die een protest is tegen de Vietnamoorlog. Dit lied is in 1966 onder de titel: Scarborough Fair/Canticle verschenen als titelsong van het album: Parsley, Sage, Rosemary and Thyme.
Ook de groep Celtic Woman zingt het lied (2007). Er zijn tal van andere vertolkingen verschenen.
In 2009 heeft de Symfonische Metal Band "Leaves' Eyes" het nummer op hun album getiteld "Njord" in eigen versie uitgebracht met de toenmalige leadzangeres Liv Kristine.

## NPO Radio 2 Top 2000
| Nummer met noteringen in de NPO Radio 2 Top 2000 | '05  | '06 | '07  | '08  | '09 | '10 | '11 | '12 | '13 | '14 | '15 | '16 | '17 | '18  | '19  | '20 | '21  | '22  | '23  | '24  |
| ------------------------------------------------ | ---- | --- | ---- | ---- | --- | --- | --- | --- | --- | --- | --- | --- | --- | ---- | ---- | --- | ---- | ---- | ---- | ---- |
| Scarborough Fair (Simon & Garfunkel)             | 1125 | 699 | 1078 | 1318 | 649 | 622 | 636 | 674 | 645 | 767 | 830 | 842 | 992 | 1077 | 1153 | 967 | 1069 | 1192 | 1200 | 1348 |

1. ↑  Een vetgedrukt getal geeft de hoogste notering aan.
2. ↑  2005 was het eerste jaar met een notering voor dit nummer.